# 6362 Tunis
A 6362 Tunis (ideiglenes jelöléssel 1979 KO) a Naprendszer kisbolygóövében található aszteroida. Richard Martin West fedezte fel 1979. május 19-én.